# Kenneth Vanbilsen
Kenneth Vanbilsen (ur. 1 czerwca 1990 w Herk-de-Stad) – belgijski kolarz szosowy.

## Osiągnięcia
Opracowano na podstawie:

2011
- 3. miejsce w Flèche Ardennaise

2012
- 1. miejsce w Ronde van Vlaanderen U23
- 3. miejsce w ZLM tour
- 2. miejsce w Circuit de Wallonie

2013
- 2. miejsce w Internationale Wielertrofee Jong Maar Moedig
- 3. miejsce w Druivenkoers Overijse
- 1. miejsce w klasyfikacji górskiej Tour des Fjords

2014
- 1. miejsce w Grand Prix Cycliste La Marseillaise
- 2. miejsce w Classic Loire Atlantique
- 1. miejsce w klasyfikacji sprinterskiej Eneco Tour

2015
- 2. miejsce w Grand Prix Cycliste La Marseillaise

2019
- 1. miejsce w Dwars door het Hageland

## Rankingi
| Rok             | 2011 | 2012 | 2013 | 2014 | 2015 | 2016 | 2017 | 2018  | 2019 | 2020 | 2021 | 2022 |
| --------------- | ---- | ---- | ---- | ---- | ---- | ---- | ---- | ----- | ---- | ---- | ---- | ---- |
| World Ranking   |      |      |      |      |      | 814. | 971. | 1145. | 602. | -    | -    | 701. |
| UCI Europe Tour | 518. | 84.  | 122. | 27.  | 221. | 520. | 614. | 990.  | 454. | -    | -    | 540. |
|                 |      |      |      |      |      |      |      |       |      |      |      |      |
| Źródło: UCI     |      |      |      |      |      |      |      |       |      |      |      |      |